# Wallace Oliveira dos Santos
Wallace Oliveira dos Santos (Rio de Janeiro, 1 mei 1994) – alias Wallace – is een voormalig Braziliaans profvoetballer die bij voorkeur als rechtsback speelde. 

## Carrière
Wallace stroomde in 2011 door vanuit de jeugd Fluminense, waar hij de volgende drie jaar 21 wedstrijden in de Série A speelde. De Braziliaanse club bereikte op 4 december 2012 een akkoord met Chelsea, dat Wallace in juli 2013 naar Stamford Bridge haalde. Hier kwam hij in een groep met zijn landgenoten Oscar, Ramires, David Luiz en Lucas Piazon. Hij maakte de volledige seizoensvoorbereiding mee, maar aangezien hij nog geen werkvergunning kon krijgen, verhuurde Chelsea hem tijdens het seizoen 2013/14 aan FC Internazionale Milano. In Milaan viel Wallace in drie wedstrijden in de Serie A aan het einde van de tweede helft in. De overige achttien duels bleef hij op de reservebank zitten.
Chelsea verhuurde Wallace op 30 juni 2014 voor één seizoen aan Vitesse. Hij debuteerde op 10 augustus 2014 voor de Arnhemmers tijdens een wedstrijd in de Eredivisie uit tegen AFC Ajax. In dienst van Vitesse maakte Wallace zijn eerste doelpunt in een Europese clubcompetitie: op 27 september maakte hij op aangeven van Bertrand Traoré het vierde doelpunt tijdens een met 2-6 gewonnen duel tegen FC Dordrecht. De Braziliaanse rechtsback begon het seizoen bij Vitesse met een basisplaats, maar raakte die in de tweede seizoenshelft kwijt aan de toen achttienjarige Kevin Diks. Aan het einde van het seizoen keerde Wallace terug in het elftal, in de rol van vleugelaanvaller.
Op vrijdagochtend 10 april 2015 werd Wallace door de politie opgepakt vanwege een zedendelict dat kort ervoor zou zijn gepleegd in een horecazaak in Arnhem; hij zat kort vast voor verhoor.
Chelsea verhuurde Wallace in juli 2015 voor één jaar aan Carpi, dat toen net naar de Serie A was gepromoveerd. De Italiaanse club bedong daarbij ook een optie tot koop.